# De tre små grise
 For alternative betydninger, se De tre små grise (flertydig). (Se også artikler, som begynder med De tre små grise)
 De tre små grise  er oprindeligt et folkeeventyr, som i 1933 blev filmatiseret af Walt Disney som en kort tegnefilm, en del af Silly Symphony-serien. Filmen handler om, hvordan de tre grise bygger hver sit hus, den ene af strå, den anden af pinde, den tredje og klogeste af mursten. Da ulven kommer puster han de to førstes huse omkuld, men de redder sig ind hos deres kloge storebror, og hans hus kan ulven ikke puste omkuld. (I folkeeventyret æder ulven de to første grise.)
Filmen blev så populær, at man gentagne gange opfordrede ham til at lave en fortsættelse. Det blev til Den store stygge ulv i 1934, hvor ulven fik en hovedrolle, og grisene havde birollen sammen med eventyrfiguren Rødhætte, som ulven efterstræber. Disney gik modstræbende med til en fortsættelse mere med Tre små ulve i 1936, som er en både vittig og ond fortsættelse af grisefilmen. Ulven lærer her tre små ulve op i at fange grisene, og det lykkes dem at fange de to dumme grise, men ulven overmandes dog af den ældstes nye opfindelse, en "ulveordner," som er et rent torturapparat. Efter noget pres blev det til Den Praktiske Gris i 1939, den sidste med grisene og den sidste Silly Symphony. Denne film gav den ældste af grisene det navn, der siden hang ved ham. Han har i denne film bygget en løgnedetektor, som han anvender først på sine brødre efter de har været ulydige mod ham, siden på ulven.
Selv om grisene begyndte at køre i tomgang på film, så blev de et fast element i Anders Ands tegneserieunivers, især i skovuniverset. Praktiske Gris er fra starten den klogeste, hvor hans to brødre er tankeløse og mest tænker på leg, men det lykkes alligevel altid for dem at klare ærterne i fællesskab.
Praktiske Gris er også synomym for en praktisk minded håndværker elle person, der ordner/laver/gør alt praktisk.
I de fleste serier/tegnefilm optræder grisene sammen med Store Stygge Ulv, der konstant er på jagt efter dem, og hans søn Lille Stygge Ulv, der er deres ven. Der er dog også serier, hvor grisene optræder uden ulvene. Her er historierne oftest bygget op omkring konflikter mellem de to yngste grises tankeløshed og Praktiske Gris' forsøg på at retlede dem.
Shu-bi-dua har skrevet en sang om de samme grise på tredje album fra 1976. Det samme har Dan Turell i digtet Dagens Disney Evangelium, hvor grisene fanges. Ulven slipper dem dog løs igen, da han ellers vil miste sit livsindhold, hvis han ikke længere har grisejagten.
Disse har intet med sangen fra filmen at gøre, Who's afraid of the big bad wolf, som er en af de kendteste og mest populære sange fra en Disney-film, komponeret af den på det tidspunkt nyansatte komponist Frank Churchill. Han kom siden til at skabe meget musik for Disney.

## Tegnere
- Carl Buettner
- Gil Turner

| Portal | Portal:Disney |